# Terror in der Oper
Terror in der Oper (Opera, alternativ: Im Zeichen des Raben, nicht zu verwechseln mit Argentos Das Phantom der Oper, 1998) ist ein Slasher-/Giallo-Film von Dario Argento aus dem Jahre 1988.
Neben elektronischer Musik und viel Metal ist unter anderem Maria Callas zu hören. Titel der Neuveröffentlichung 2017 ist Opera.

## Handlung
Der Film beginnt auf der spiegelnd-schwarzen Pupille eines Raben zu einer Opernarie. Die Diva fühlt sich vom unharmonischen Krächzen der Requisite aber irritiert, stürzt aus der La Scala zeternd auf die Straße und wird in einen Verkehrsunfall verwickelt (bzw. bricht zusammen und löst einen aus), und fällt für die Produktion bis auf weiteres aus.
Marco, der junge, charismatische Regisseur, der vom Horrorfilm kommt, muss sich für Verdis Macbeth nach einem neuen Star umschauen. Die schöne Betty, etwa in seinem Alter, übernimmt den Sopran der Oper, der nachgesagt wird, auf ihr würde ein Fluch lasten. Damit zieht sie sich in den gotischen Kulissen das divenhafte Gezicke ihrer Vorgängerin zu (die nie wirklich zu sehen ist). Betty, die Tochter einer Sängerin, erhält anonyme Drohanrufe. In den Lüftungsschächten ihrer dunklen Wohnung scheint etwas herumzuschleichen. Der Abend der Premiere wird zu einem vollen Erfolg, bis ein Scheinwerfer herabstürzt. In einer Loge wird ein Arbeiter von einem schwarzbehandschuhten Mann bestialisch ermordet. In dem Zusammenhang taucht ein sympathischer, irgendwie ungeschickter Polizist Santini bei der Produktion backstage als Autogrammjäger auf – und ermittelt.
Nach einigen Kamerafahrten aus Sicht des Killers durch die Wohnung begegnet Betty diesem das erste Mal. Mit rasiermesserscharfen Nadelbändern verklebt er der geknebelten Frau die Augenlider (ähnlich Uhrwerk Orange, R: Stanley Kubrick, GB 1971), damit sie seine Taten mitansehen muss, und erdolcht ihren schüchternen Freund Stefano auf furchtbare Weise. Ein Tierquäler sucht die Raben in ihrem mannshohen Käfig heim. Dazwischen sind auch immer wieder Bilder eines pulsierenden Hirns zu sehen. Die Ereignisse traumatisieren Betty nur vorübergehend, und sie hat sich nach einigen Stunden erholt. Ihre Schneiderin fällt ihrer eigenen Schere zum Opfer. Nach einem weiteren Angriff, bei dem Bettys Agentin Mira durch den Türspion erschossen wird, entwickelt sich eine seltsame Beziehung zu der Bedrohungslage bzw. dem maskierten Unbekannten. Zudem vermischen sich die Kindheitserinnerungen der passiven Frau mit der Gegenwart.
Ganz vergessen haben Marco und Betty dabei den „Augenzeugen“. Bei der Vorstellung vor vollbesetztem Haus stürzt überraschend der Käfig mit den Raben durch eine Glasscheibe, wird vom Kran auf der Bühne abgesetzt und die Tiere in den Saal entlassen. Die 60 Raben schwärmen über dem panischen Publikum aus, identifizieren den Täter, hacken auf ihn ein und erbeuten ein Auge. Inspektor Santini ist der Killer. Santini entführt schwerverletzt Betty, fesselt sie ein weiteres Mal, verbindet ihr die Augen und verschüttet Benzin. Er war tatsächlich früher devoter Diener ihrer Mutter, damit wird die sadomasochistische Komponente klar. Er bittet sie, ihn zu erschießen, da sie die Neigung der Mutter nicht geerbt hat. Dem leistet sie Folge und die Räume gehen in Flammen auf.
Im Epilog in der Art eines absurden non sequitur in der idyllischen Schweiz erholen sich Betty und Marco, der ihr Geliebter geworden ist. Betty geht spazieren, während Marco am Fernglas bleibt und weiter die malerische Gebirgskette studiert. Santini lebt nach seinem falschen Abgang noch, nun einäugig. Die Sterbeszene war nur eingefädelt, der angebliche Leichnam eine Puppe. Auf einer Wiese ersticht er Marco in aller Eile und am helllichten Tag. Über die Leiche gebeugt vergibt Betty Santini, gesteht ihm ihre Liebe, und brennt mit ihm durch. Als sie Polizeihunde durch die Bäume des Nadelwalds stöbern sieht, schlägt sie ihn dann doch mit einem Stein nieder. Ein Großaufgebot der Polizei samt Hubschrauber stürmt die Szenerie und nimmt ihn in Gewahrsam. Betty findet lachend im hohen Gras eine Eidechse, die sich dort verfangen hat – und entlässt das schöne Tier mit den Worten „Du bist frei“.

## Hintergründe
Gefilmt wurde in der Schweiz unter anderem in Lugano, und in Parma und Rom in Italien. Die Oper wurde von dem Teatro Regio di Parma „gespielt“.
Der spätere Regisseur Michele Soavi leitete die Second Unit des Films.
Orion, der amerikanische Verleiher, verlangte das Entfernen des Schlusses. Argento lehnte ab.
Die IMDb schätzt das Budget auf etwa 8 Millionen US-Dollar.
Auf Video war die Erstaufführung in der Bundesrepublik Deutschland am 5. Dezember 1989, am 3. Oktober 1992 war der Film in der ARD zu sehen.
Dies ist die letzte Arbeit von Schauspieler Ian Charleson, der am 6. Januar 1990 verstarb.
Die Version von 107 Minuten war in Deutschland bis zum Januar 2015 indiziert. Auch die gekürzte deutsche Videofassung war von dieser Indizierung betroffen, obwohl in dieser fast sämtliche Mordszenen herausgekürzt wurden.

### Synchronisation
| Rolle                  | Darsteller               | Synchronsprecher |
| ---------------------- | ------------------------ | ---------------- |
| Betty                  | Cristina Marsillach      | Alexandra Ludwig |
| Marco                  | Ian Charleson            | Gudo Hoegel      |
| Inspektor Alan Santini | Urbano Barberini         | Amadeus August   |
| Mira                   | Daria Nicolodi           | Marion Hartmann  |
| Giulia                 | Coralina Cataldi-Tassoni | Gundula L.       |
| Stefano                | William McNamara         | Philipp Moog     |
| Baddini                | Antonino Iuorio          | Michael Habeck   |

## Rezeption
- „Ein blutrünstiger Horror-Thriller, der allzu spekulativ auf die Darstellung psychopathischer Mordlust setzt.“ (Lexikon des internationalen Films[11])

- „sadistisch, aber typischerweise prächtig […] Eine Rückkehr zur Form mit Bravour“ (The Amazing World of Cult Movies[15])

- „mit dem tollen Tondesign, der schlichtweg fantastischen Kameraarbeit und den haarsträubend gelungenen Effekten nimmt Argento den Zuschauer mit auf eine Reise in ein Opernhaus, in dem Grauen und Schönheit eng miteinander vereint sind. […] Argento improvisierte wohl viel am Set, gab seinen Schauspielern kaum Anweisungen […] und selbst der gestandene Schauspieler Ian Charleson sagte schon bei den Dreharbeiten, dass das Skript kompletter Nonsense ist.“

- „Die Kamera wird in Opera zum eigentlichen Subjekt des Films, aber zum Subjekt eigener Art: sie wechselt im Raum spielerisch genauso wie bedrohlich ihre Position, ist proteisch bis zur Desorientierung des Zuschauers innerhalb der filmischen Bezugssysteme. […] Höhepunkt des Films ist die Szene in der Wohnung, die durch große Brennweiten zum Labyrinth geworden ist. […] Spannung bezieht der Film aus dem geraden Gegenteil von Suspense: der Zuschauer weiß gerade nie, was passieren wird – oder besser: er weiß, dass das Schlimmste passieren wird, aber nicht, weil er besser informiert ist als die Helden.“ (Ekkehard Knörer: Jump Cut[16])

- „Ich finde die Bezeichnung ‚italienischer De Palma‘ treffender als ‚italienischer Hitchcock‘ (mal abgesehen davon […] dass Argento und De Palma sich bis heute nicht ausstehen können) […] Bettys Situation ist eine unfreiwillige Verwandlung des Voyeurismus des Zuschauers: eine buchstäbliche Manifestation unserer perversen Unfähigkeit, wegzuschauen […] Die miese Schauspielerei stellt so etwas wie ein Korollar zu der, sagen wir, erzwungenen Künstlichkeit dar, gedacht die Vierte Wand zu durchbrechen[17]“ (Walter Chaw: Film Freak Central[6])

- „Alles sehr verwirrend und wie üblich unmöglich, den Killer herauszufinden, also lehnt man sich zurück und genießt die Fahrt."“ (It's all very confusing and, as usual, there's no way you can logically work out the identity of the assassin, so you simply have to sit back and enjoy the ride.) – „Schauspielführung ist selten Argentos erstes Anliegen, und dass die Filme in der Regel […] nachsynchronisiert werden ist auch nicht förderlich […] stattdessen gibt das eine ziemlich hölzerne, außerkörperliche Atmosphäre. […] repräsentiert auch einen Schritt weg von der stilisierten Fantasy-Optik […] mehr zu einem grimmigen, realistischen Look […] Sowohl Männer als auch Frauen werden abgeschlachtet […] Wenn, dann eher ein Feminist als ein Chauvinist […] die ganzen gängigen Vorwürfe greifen hier voll, aber wie immer kann man ihm verzeihen wegen der schieren Virtuosität der Inszenierung und der cineastischen Gewalt […] der Plot ist voller Löcher, merkwürdigem Verhalten, Schrullen und wohl sinnlosen Charakteren […] er ist mehr interessiert an Subtext, Aussehen und Spannung als an Realismus“ (DVD Times[18])

- „Opera der deutlichste Akt der Zuschauerveräppelung bislang, ein Thema, das er zuvor nur unvollständig abgedeckt hatte“ (Not Coming to a Theater Near You[19])

Zwecks weiterer Konfusion werde insbesondere die Syntax von „Schuss-Gegenschuss und Close-Up außer Kraft gesetzt“, stellt Sevastakis 2002 fest, wie auch der Establishing Shot. Manchmal würde Argento aus ästhetischen Erwägungen regelrecht „die Erzählung anhalten“.
Eine Fanseite spricht von einem „Greatest Hits“ des Regisseurs.

## Indizierung und Neuprüfung
Die ungekürzte Fassung des Filmes wurde 1990 auf den Index gesetzt. Es existiert eine gekürzte deutsche Fassung mit einer FSK-Freigabe ab 18 Jahren. Nach einer Listenstreichung im Januar und einer Neuprüfung im Juni 2015 ist der Film nun ungekürzt ab 16 Jahren freigegeben. Der Film wurde 2017 erneut im Original mit Untertiteln als 4K digital Scan ungeschnitten (1:47 h) als „Opera“ in den deutschsprachigen Kinoverleih gebracht

## Soundtrack
- Brian Eno und Roger Eno: „White Dakeness“
- Brian Eno und Roger Eno: „Balance“
- Brian Eno und Roger Eno: „From the Beginning“
- Claudio Simonetti: „Opera“
- Claudio Simonetti: „Craws“
- Claudio Simonetti: „Confusion“
- Bill Wyman und Terry Taylor: „Opera Theme“
- Bill Wyman and Terry Taylor: „Black Notes“
- Steel Grave: „Knights of the Night“
- Steel Grave: „Steel Grave“
- Norden Light: „No Escape“
- Giuseppe Verdi: „Lady Macbeth“ („Vieni t'afretti“) aus „Macbeth“ Maria Callas
- Vincenzo Bellini: „Casta Diva“ aus „Norma“ Maria Callas
- Giuseppe Verdi: „Amami Alfredo“ aus „La traviata“ Maria Callas
- Giuseppe Verdi: „Sempre libera“ aus „La Traviata“ Maria Callas
- Giacomo Puccini: „Un bel dì vedremo“ aus „Madama Butterfly“ Mirella Freni
- Giuseppe Verdi: „Macbeth“ (Ausschnitte) Elizabeth Norberg-Schulz, Paola Leolini, Andrea Piccinni, Michele Pertusi mit dem „Arturo Toscanini“ Symphonieorchester von Emilia-Romagna

## Auszeichnungen und Nominierungen
Fantasporto 1990
- Nominierung International Fantasy Film Award in der Kategorie Best Film für Dario Argento